# Nothalten
Nothalten [notaltən] est une commune française située dans la circonscription administrative du Bas-Rhin et, depuis le 1er janvier 2021, dans le territoire de la Collectivité européenne d'Alsace, en région Grand Est.
Cette commune se trouve dans la région historique et culturelle d'Alsace.

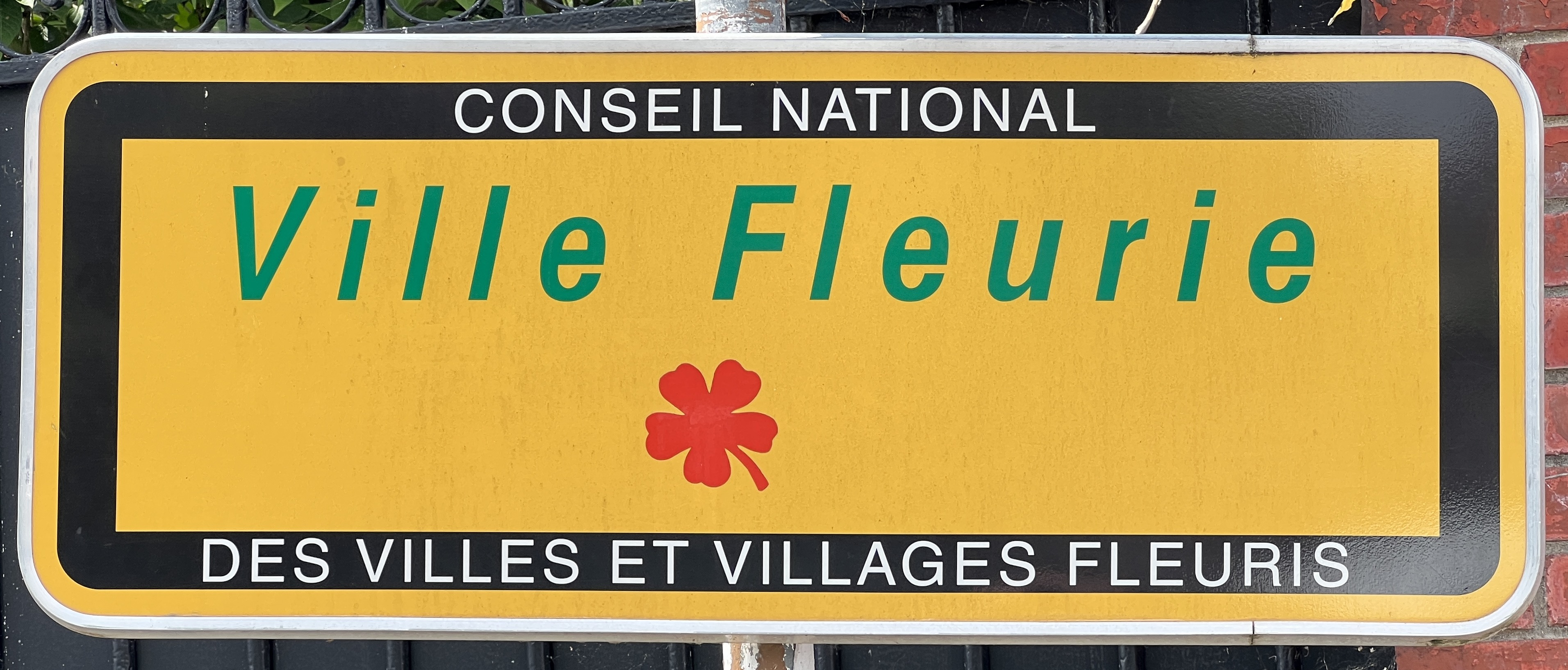
La récompense "Ville Fleurie", également connue sous le nom de "Villes et Villages fleuris, anciennement appelée concours, a été créée en 1959 en France pour promouvoir le fleurissement, l'environnement de vie et les espaces verts.

## Géographie

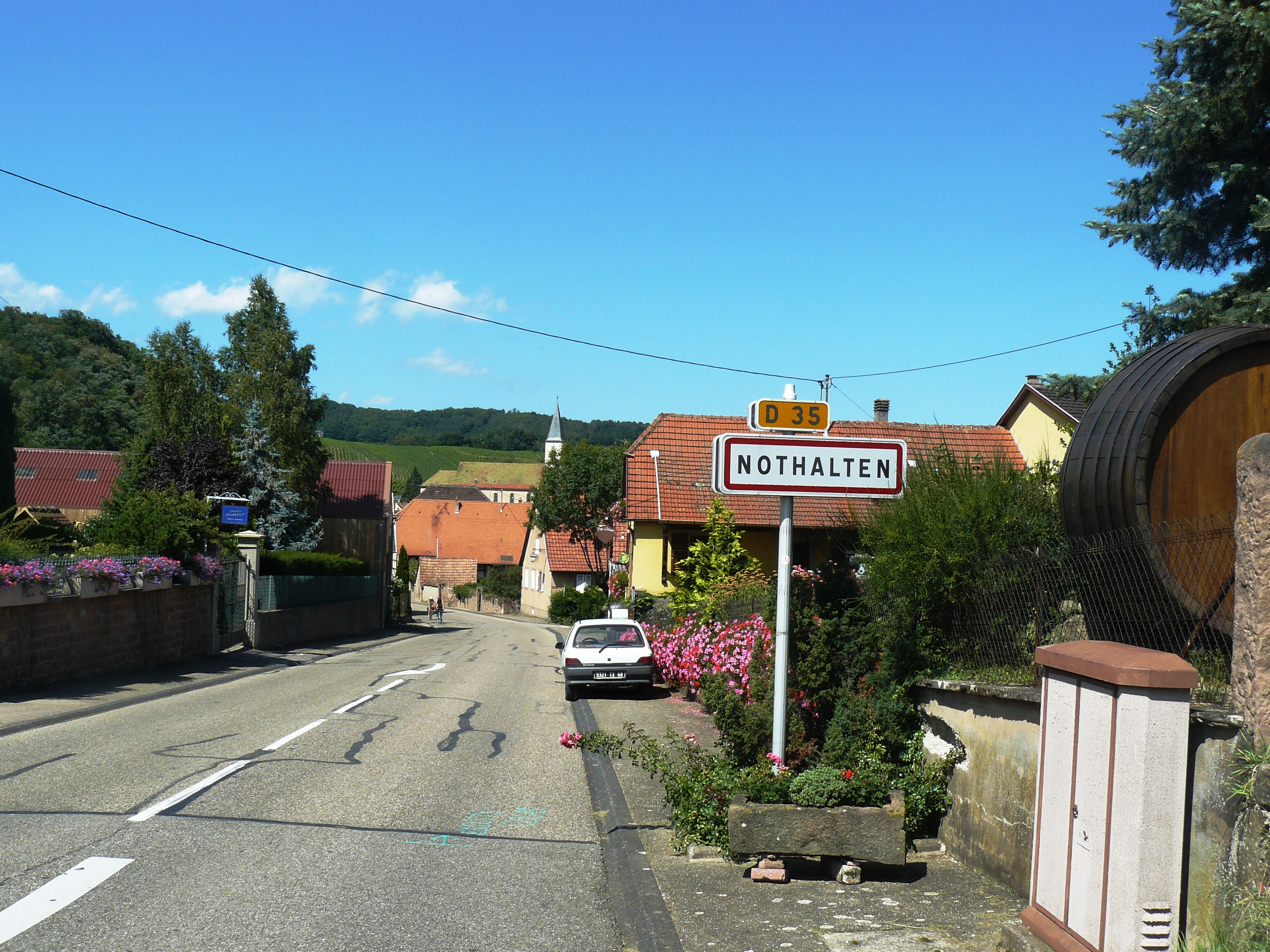
Entrée du village de Nothalten.

Nothalten est un village viticole situé sur la route des vins d'Alsace et sur la Véloroute du vignoble d'Alsace (EuroVelo 5), dans le département du Bas-Rhin, entre la ville médiévale de Dambach-la-Ville et le chef-lieu du canton de Barr. Il est installé à 220 mètres d'altitude, au pied de l'Ungersberg, montagne gréseuse culminant à 901 mètres, au cœur du site classé du Piémont des Vosges. Son territoire s'étend sur 440 hectares, la majeure partie de celui-ci est une aire d'appellation d'origine contrôlée dont la production viticole fait partie des meilleurs crus de vins d'Alsace. Son terroir de référence est celui du grand cru muenchberg, d'une superficie de 17,7 hectares, essentiellement planté de riesling, orienté plein sud et dont la configuration géographique évoque celle d'un amphithéâtre.
| Bernardvillé | Itterswiller   |       |
| Reichsfeld   | Nothalten      | Epfig |
|              | Blienschwiller |       |

### Écarts et lieux-dits
- Boemstein ;
- Zell.

### Géologie
Le territoire communal a connu une exploitation de houille au XIXe siècle.

### Hydrographie
La commune est dans le bassin versant du Rhin au sein du bassin Rhin-Meuse. Elle est drainée par le ruisseau Schernetz,.
Le ruisseau Schernetz, d'une longueur de 18 km, prend sa source dans la commune de Reichsfeld et se jette  dans la Scheer à Kertzfeld, après avoir traversé sept communes. 

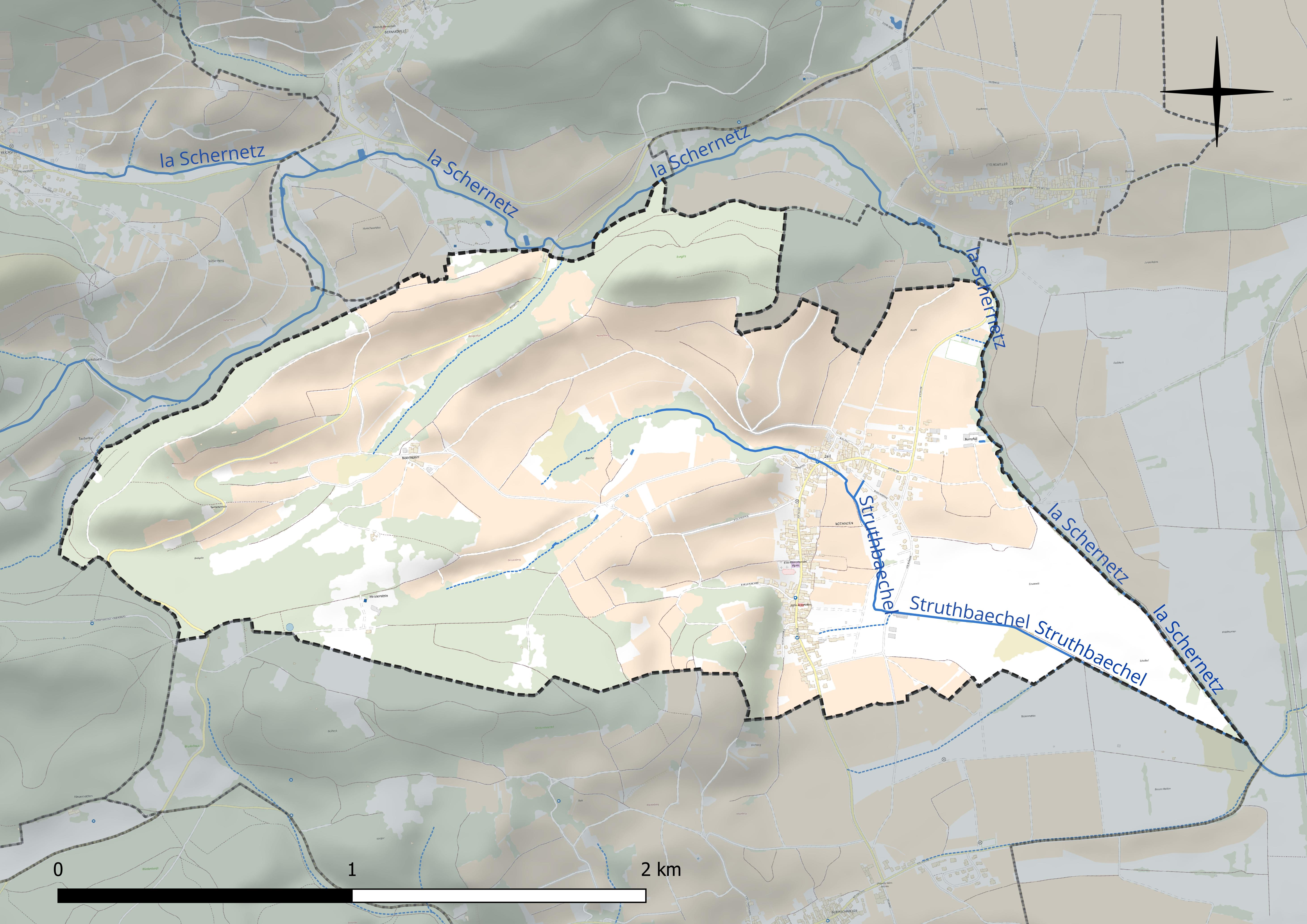
Réseau hydrographique de Nothalten.

### Climat
Pour des articles plus généraux, voir Climat du Grand Est et Climat du Bas-Rhin.
En 2010, le climat de la commune est de type climat des marges montargnardes, selon une étude du Centre national de la recherche scientifique s'appuyant sur une série de données couvrant la période 1971-2000. En 2020, Météo-France publie une typologie des climats de la France métropolitaine dans laquelle la commune est exposée à un climat semi-continental et est dans la région climatique  Vosges, caractérisée par une pluviométrie très élevée (1 500 à 2 000 mm/an) en toutes saisons et un hiver rude (moins de 1 °C). 
Pour la période 1971-2000, la température annuelle moyenne est de 10,4 °C, avec une amplitude thermique annuelle de 17,8 °C. Le cumul annuel moyen de précipitations est de 701 mm, avec 8,4 jours de précipitations en janvier et 9,9 jours en juillet. Pour la période 1991-2020, la température moyenne annuelle observée sur la station météorologique de Météo-France la plus proche, « Le Hohwald_sapc », sur la commune du Hohwald à 9 km à vol d'oiseau, est de 8,8 °C et le cumul annuel moyen de précipitations est de 1 129,1 mm. 
La température maximale relevée sur cette station est de 35,6 °C, atteinte le 25 juillet 2019 ; la température minimale est de −20,5 °C, atteinte le 7 février 1991,,. 
Les paramètres climatiques de la commune ont été estimés pour le milieu du siècle (2041-2070) selon différents scénarios d'émission de gaz à effet de serre à partir des nouvelles projections climatiques de référence DRIAS-2020. Ils sont consultables sur un site dédié publié par Météo-France en novembre 2022.

## Urbanisme

### Typologie
Au 1er janvier 2024, Nothalten est catégorisée commune rurale à habitat dispersé, selon la nouvelle grille communale de densité à sept niveaux définie par l'Insee en 2022.
Elle est située hors unité urbaine et hors attraction des villes,.

### Occupation des sols
L'occupation des sols de la commune, telle qu'elle ressort de la base de données européenne d’occupation biophysique des sols Corine Land Cover (CLC), est marquée par l'importance des territoires agricoles (64,9 % en 2018), une proportion identique à celle de 1990 (64,9 %). La répartition détaillée en 2018 est la suivante :  cultures permanentes (47,2 %), forêts (27,9 %), zones agricoles hétérogènes (11,4 %), zones urbanisées (7,2 %), prairies (6,3 %). L'évolution de l’occupation des sols de la commune et de ses infrastructures peut être observée sur les différentes représentations cartographiques du territoire : la carte de Cassini (XVIIIe siècle), la carte d'état-major (1820-1866) et les cartes ou photos aériennes de l'IGN pour la période actuelle (1950 à aujourd'hui).

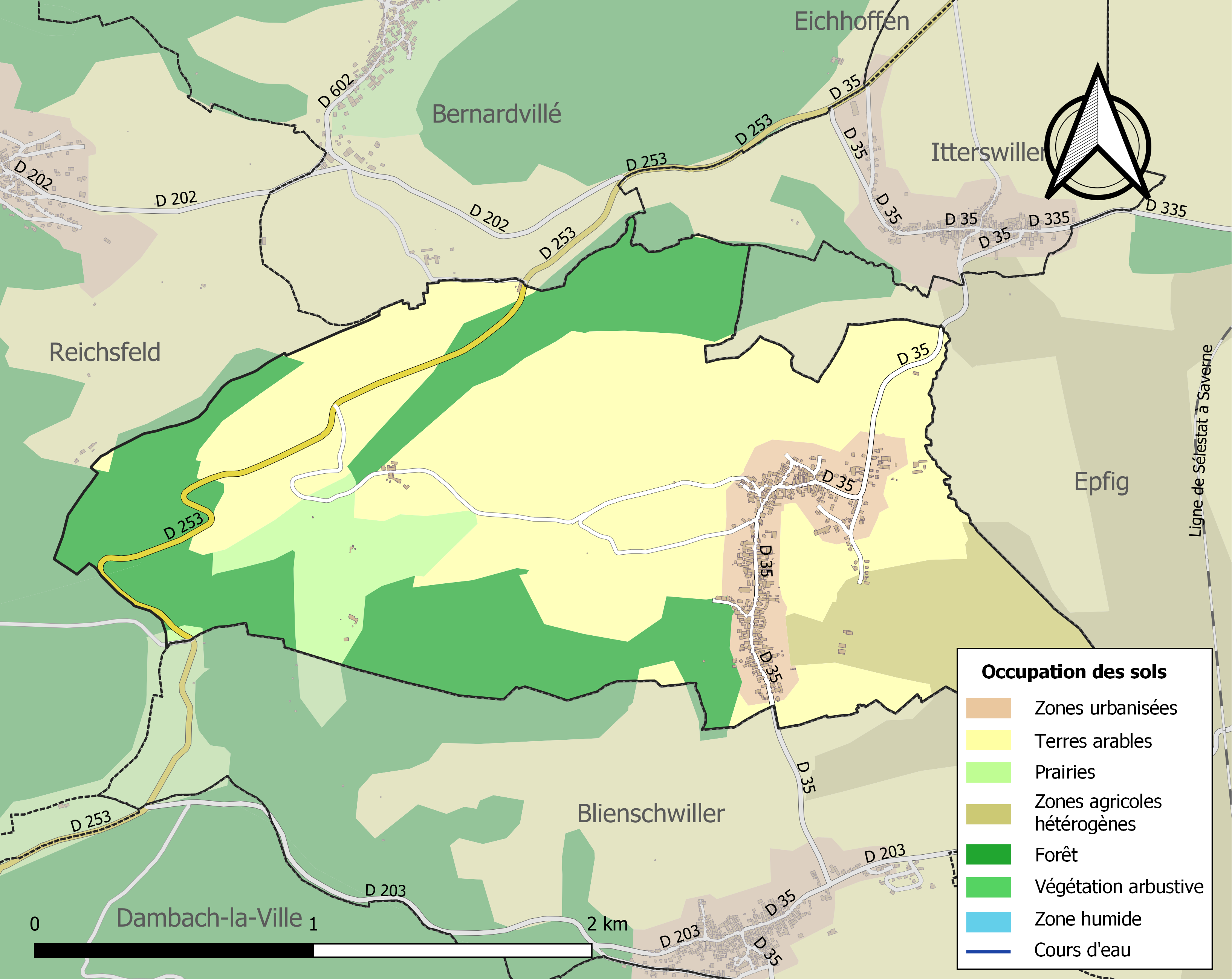
Carte des infrastructures et de l'occupation des sols de la commune en 2018 (CLC).

## Toponymie
- Nothalden en 1303 (qui signifie coteaux difficiles).

## Histoire

### Origine du village
La commune est formée de deux anciens villages : Nothalden et Zell. On trouve dans les archives un document où les deux bourgs sont en 1099 mentionnés sous le titre de villages impériaux. À l'origine, on trouve les noms de Nodelt ou Nothehalt et à partir de l'année 1262 le nom actuel est adopté. Le deuxième village est cité au XIIIe siècle. Vers le XIVe siècle, les deux localités sont la propriété des comtes d'Andlau et de l'évêque de Strasbourg qui exploitent conjointement ce territoire. Au XIIIe siècle est construit le château de Boemstein qui tombera en ruine au XVe siècle. Aujourd'hui, ce château n'est plus qu'un amas de ruines à peine visible.

### Les moines de Baumgarten
Le village de Nothalten est au XIIe siècle un lieu de recueillement pour les moines de l'abbaye de Baumgarten qui venaient prier au pied du Zellberg dont le nom Zell signifie cellule. Ils sont probablement à l'origine de la plantation des vignes dans le secteur. Leurs connaissances de la vigne et de la vinification ont contribué à la renommée et à l'essor de la vigne comme en témoignent d'ailleurs des documents qui se trouvent aux archives départementales du Bas-Rhin. Dans ces documents du XIIe siècle, on trouve d'autres textes écrits concernant les rapports qu'entretenaient les moines avec les vignerons de Nothalten et de leurs formations. Le Muenchberg, qui veut dire montagne des moines et le Zellberg représentent les témoins authentiques de ce pan de l'histoire qu'ont su mettre en valeur les moines de l'époque et aujourd'hui les vignerons de Nothalten.

### Héraldique
| Blason de Nothalten | Blason  | De gueules à l'ours en pied de sable, la tête contournée, lampassé du champ, armé d'argent, tenant de sa dextre une ancre d'or, la trabe en forme de chiffre 4, le tout posé sur une montagne de trois coupeaux de sinople, mouvant de la pointe. |
| Blason de Nothalten | Détails | |

## Politique et administration
| Période                                  | Période  | Identité        | Étiquette | Qualité |
| ---------------------------------------- | -------- | --------------- | --------- | ------- |
| mars 2008                                | mai 2020 | Thierry Allonas | MoDem     |         |
| mai 2020                                 | En cours | Marc Reibel     |           |         |
| Les données manquantes sont à compléter. |          |                 |           |         |

## Démographie
L'évolution du nombre d'habitants est connue à travers les recensements de la population effectués dans la commune depuis 1793. Pour les communes de moins de 10 000 habitants, une enquête de recensement portant sur toute la population est réalisée tous les cinq ans, les populations de référence des années intermédiaires étant quant à elles estimées par interpolation ou extrapolation. Pour la commune, le premier recensement exhaustif entrant dans le cadre du nouveau dispositif a été réalisé en 2007.

En 2022, la commune comptait 424 habitants, en évolution de −7,42 % par rapport à 2016 (Bas-Rhin : +3,17 %, France hors Mayotte : +2,11 %).
| 1793 | 1800 | 1806 | 1821 | 1831 | 1836 | 1841 | 1846 | 1851 |
| ---- | ---- | ---- | ---- | ---- | ---- | ---- | ---- | ---- |
| 596  | 608  | 662  | 821  | 779  | 838  | 804  | 829  | 813  |

| 1856 | 1861 | 1866 | 1871 | 1875 | 1880 | 1885 | 1890 | 1895 |
| ---- | ---- | ---- | ---- | ---- | ---- | ---- | ---- | ---- |
| 765  | 727  | 776  | 781  | 771  | 740  | 730  | 713  | 707  |

| 1900 | 1905 | 1910 | 1921 | 1926 | 1931 | 1936 | 1946 | 1954 |
| ---- | ---- | ---- | ---- | ---- | ---- | ---- | ---- | ---- |
| 711  | 682  | 667  | 551  | 523  | 495  | 512  | 488  | 454  |

| 1962 | 1968 | 1975 | 1982 | 1990 | 1999 | 2006 | 2007 | 2012 |
| ---- | ---- | ---- | ---- | ---- | ---- | ---- | ---- | ---- |
| 446  | 437  | 417  | 420  | 449  | 417  | 452  | 457  | 460  |

| 2017 | 2022 | - | - | - | - | - | - | - |
| ---- | ---- | - | - | - | - | - | - | - |
| 456  | 424  | - | - | - | - | - | - | - |

## Lieux et monuments
- Église Saint-Michel. L'ancienne église datant de 1336 a été démolie puis reconstruite au XIXe siècle par le curé Bernard Artzenhoffer.
- Fontaine de 1543.
- Mairie.
- Maison Kieffer.

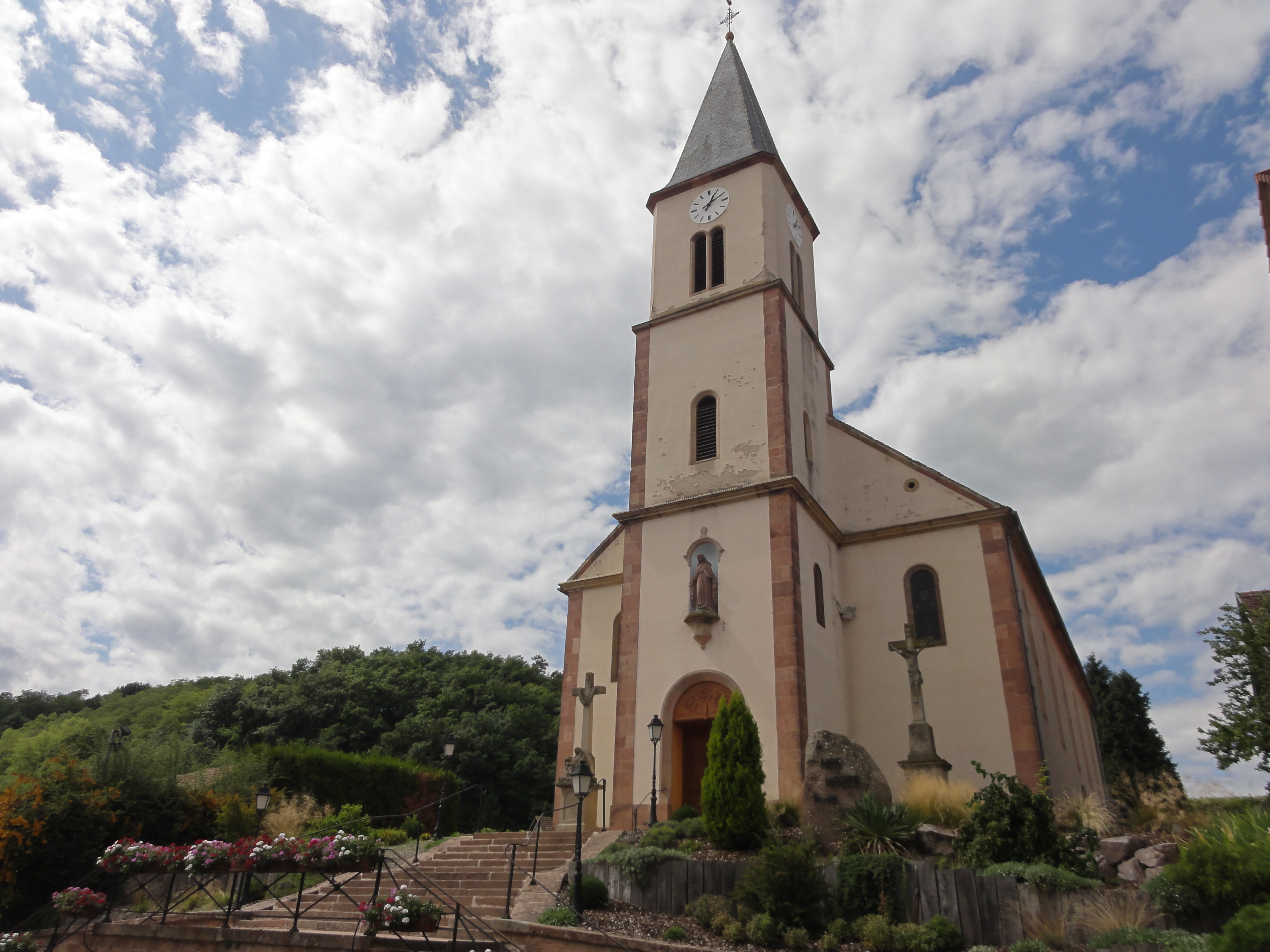
Église Saint-Michel.
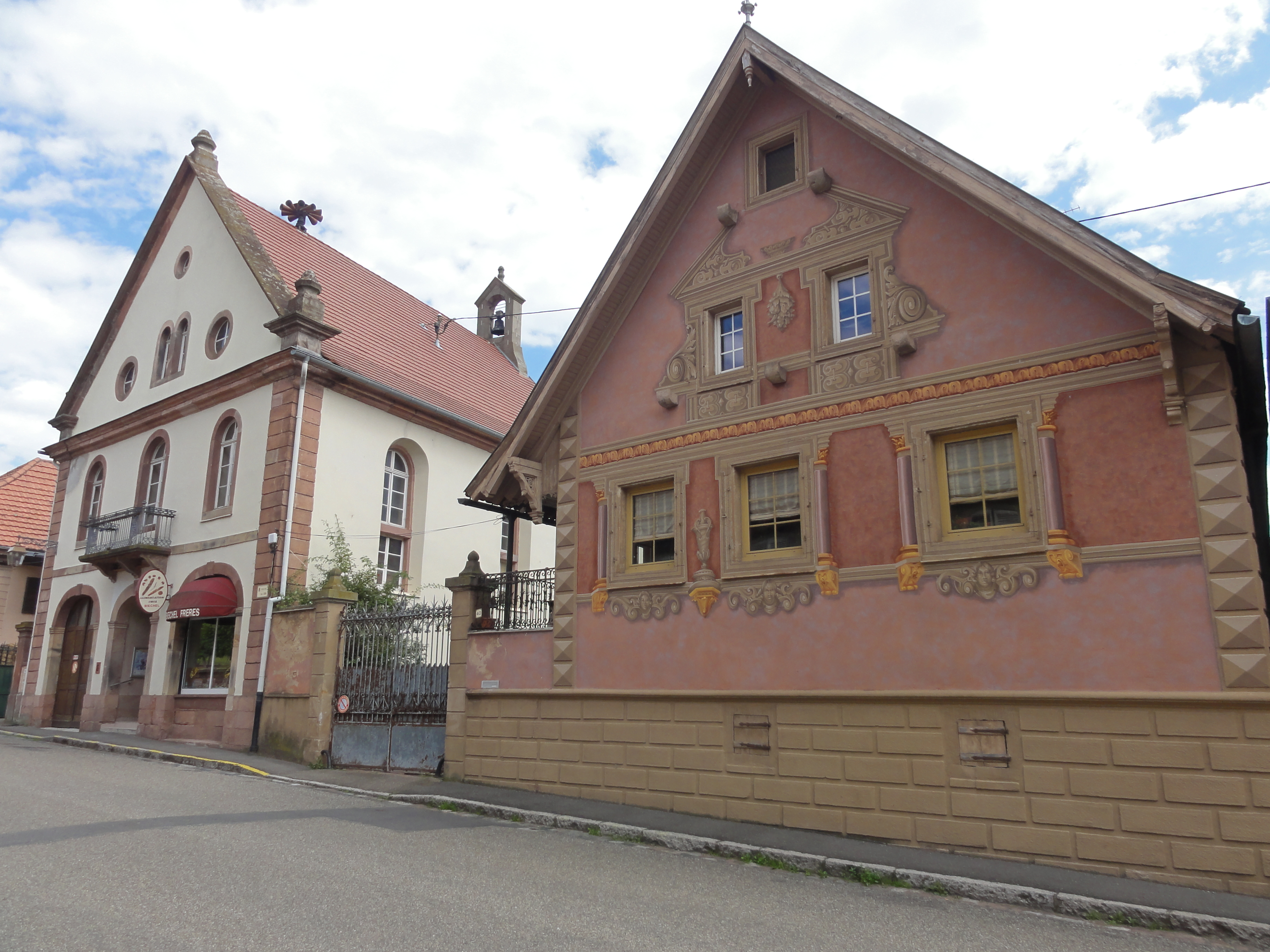
Ancienne Église Saint-Michel (XVIIIe) transformée en mairie (XIXe).
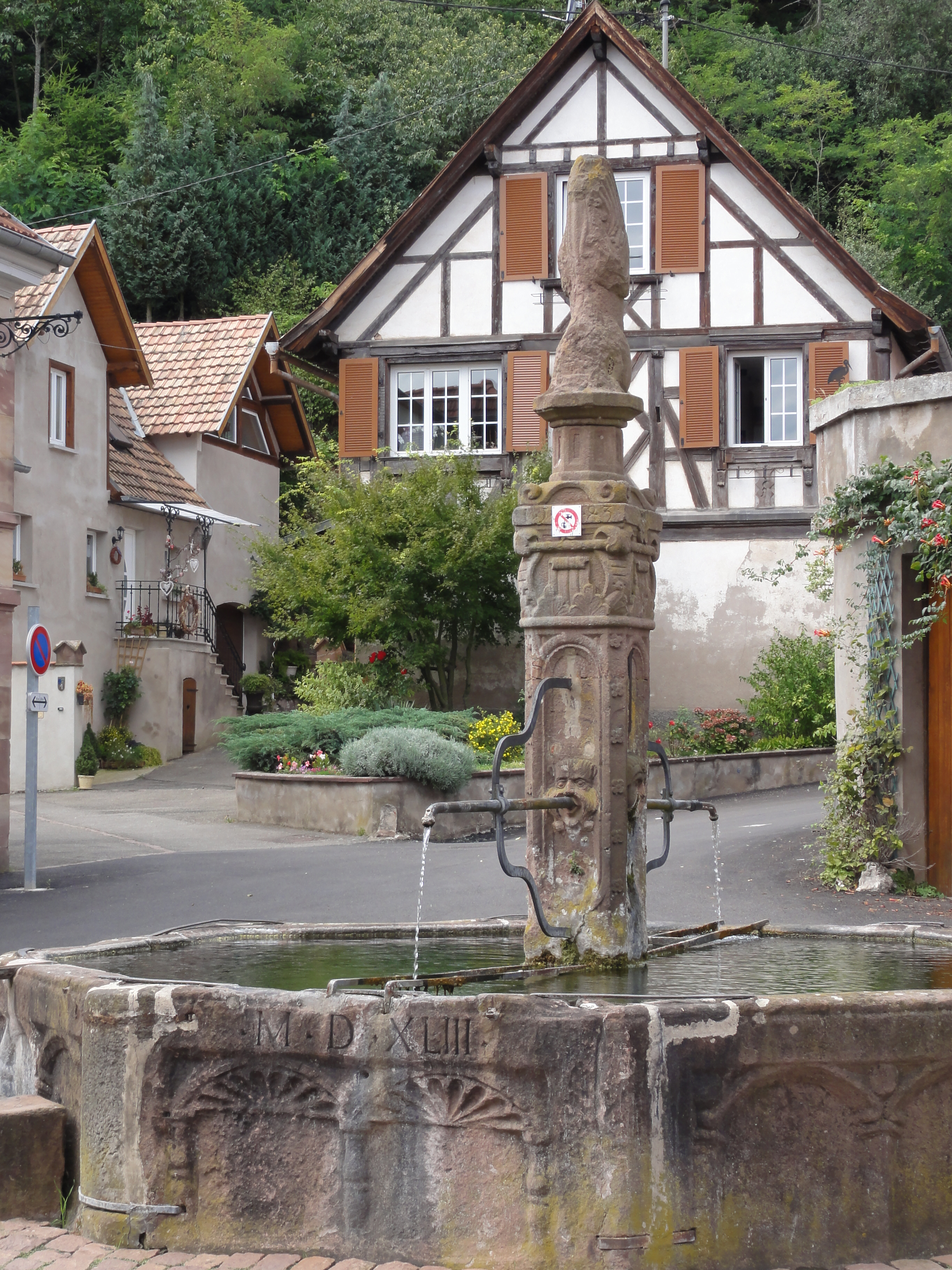
Fontaine de 1543.

## Personnalités liées à la commune

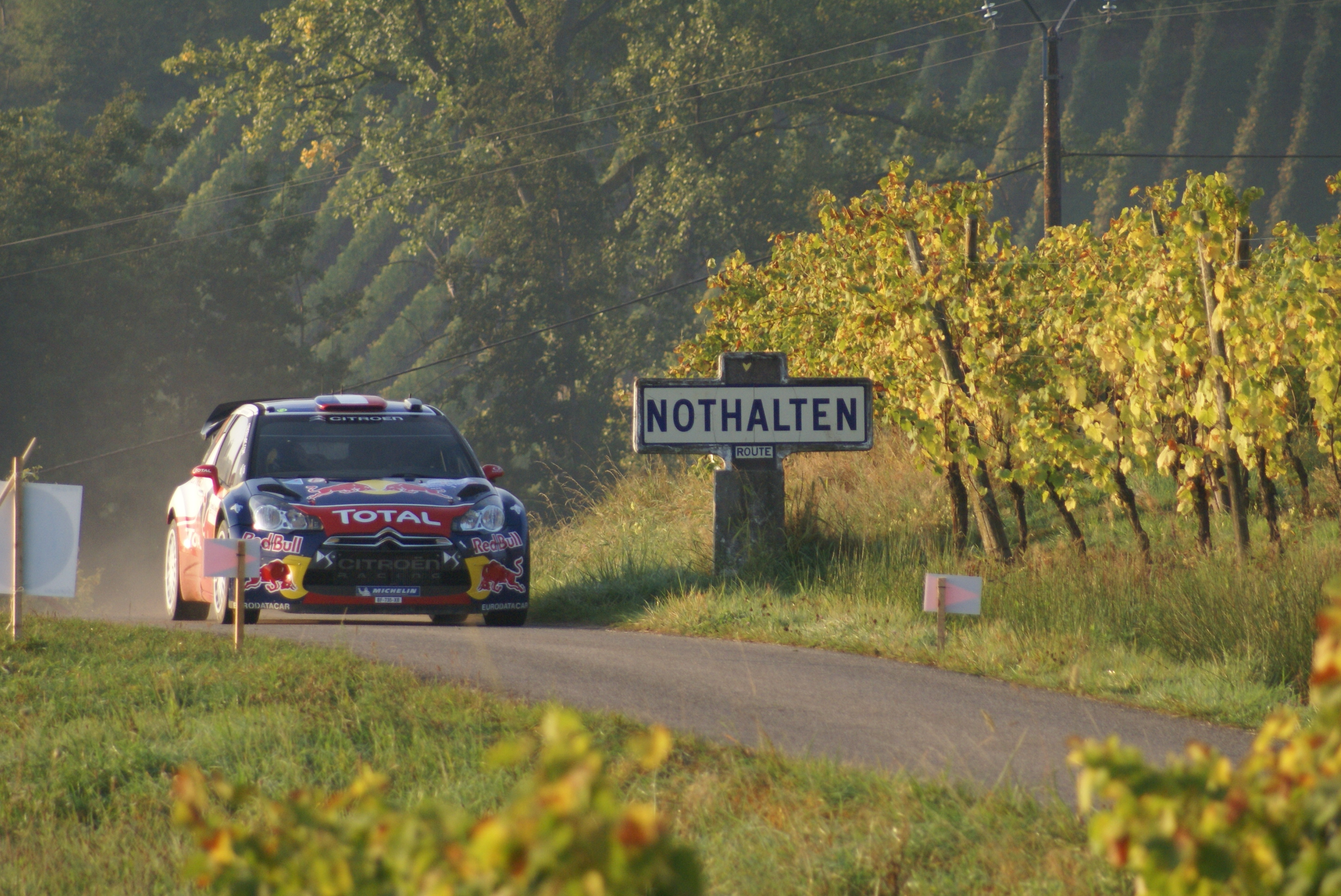
Sébastien Loeb et Daniel Elena passant devant le panneau Michelin de la commune de Nothalten lors du Rallye de France-Alsace 2011 juste avant de remporter leur huitième titre WRC.

- Marine Sohler, reine des vins d'Alsace 2014.